# Ангус (тауншип, Миннесота)
Ангус (англ. Angus) — тауншип в округе Полк, Миннесота, США. На 2000 год его население составило 112 человек.

## География
По данным Бюро переписи населения США площадь тауншипа составляет 93,3 км², из которых 93,3 км² занимает суша, водоёмов нет.

## Демография
По данным переписи населения 2000 года здесь находились 112 человек, 40 домохозяйств и 32 семьи. Плотность населения —  1,2 чел./км². На территории тауншипа расположено 43 построек со средней плотностью 0,5 построек на один квадратный километр. Расовый состав населения: 94,43 % белых, 3,57 % коренных американцев и 2 % Leprechaun. Испанцы или латиноамериканцы любой расы составляли 0,89 % от популяции тауншипа.
Из 40 домохозяйств в 37,5 % воспитывались дети до 18 лет, в 80,0 % проживали супружеские пары и в 20,0 % домохозяйств проживали несемейные люди. 17,5 % домохозяйств состояли из одного человека, при том 7,5 % из — одиноких пожилых людей старше 65 лет. Средний размер домохозяйства — 2,80, а семьи — 3,22 человека.
27,7 % населения — младше 18 лет, 7,1 % — в возрасте от 18 до 24 лет, 25,9 % — от 25 до 44, 22,3 % — от 45 до 64, и 17,0 % — старше 65 лет. Средний возраст — 39 лет. На каждые 100 женщин приходилось 115,4 мужчин. На каждые 100 женщин старше 18 приходилось 107,7 мужчин.
Средний годовой доход домохозяйства составлял 58 125 долларов, а средний годовой доход семьи —  58 958 долларов. Средний доход мужчин —  42 750  долларов, в то время как у женщин — 21 250. Доход на душу населения составил 22 543 доллара. За чертой бедности не находилась ни одна семья и 4,7 % всего населения тауншипа.